# Колумбія (символ)

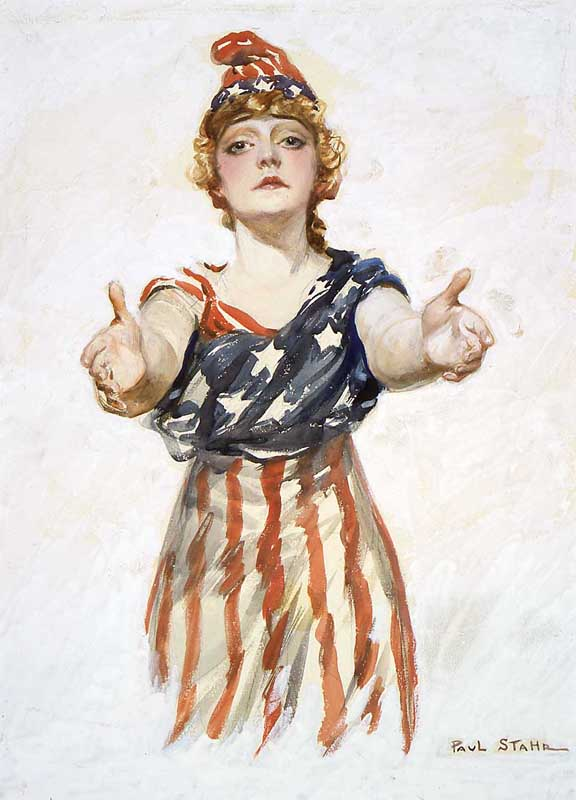
Колумбія. 1917—1918

Колу́мбія (англ. Columbia) — жіночий образ, що уособлював США після Американської революції.
В ужитку з 1730 щодо Тринадцяти колоній (майбутніх США). Це ім'я породило безліч назв географічних об'єктів, установ, організацій: Колумбійський університет, Округ Колумбія, корабель Columbia Rediviva (на честь якого названа річка Колумбія) та ін.
Близько 1920 року образ Колумбії як жіночого символу США витісняється зображенням «Статуї Свободи». Нині зображена на заставці кінокомпанії «Columbia Pictures». Колумбія була поширеним персонажем карикатур та коміксів, дуже популярних в США в 1920-х роках.

## Історія символу
Слово «Колумбія» новолатинського походження, утворене від імені Христофора Колумба (лат. Christophorus Columbus) шляхом додання суфіксу «-ia» («-ія»), за зразком назв країн у латині (Britannia, Gallia тощо). Відоме, що головний суддя Массачусетсу Сем'юел С'юелл ужив ім'я «Колумбіна» (Columbina) щодо Нового Світу у 1697 році. У формі «Колумбія» воно уперше з'являється у 1737 у журналі The Gentleman's Magazine Едуарда Кейва — у щотижневому розділі про дебати у Британському Парламенті. Оскільки пряма публікація дебатів у Парламенті була річчю незаконною, вони видавалися під прозорою маскою «Звітів з дебатів у Сенаті Ліліпутії» (Reports of the Debates of the Senate of Lilliput), де імена осіб і місць ховались за псевдонімами. Більшість з них являли собою досить прозорі анаграми або перекручення справжніх імен, деякі — взяті прямо з «Мандрів Гулівера» Д. Свіфта. Незначна частина їх була витримана у класичному або новокласичному стилі: «Ерін» (Ierne) — щодо Ірландії, «Іберія» (Iberia) — щодо Іспанії, «Новеборак» (Noveborac) — щодо Нью-Йорка (від Eboracum — латинської назви Йорка), і «Колумбія» — щодо Америки (вона означала за тих часів європейські колонії у Новому Світі).

## Галерея

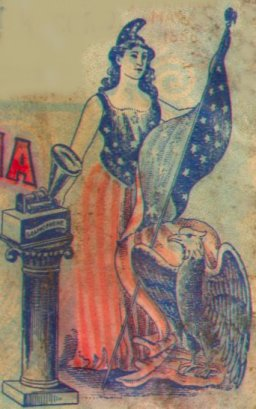
Колумбія — уособлення США, популярне в 1920-х роках.
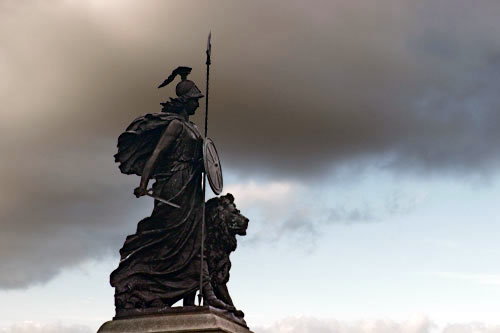
Британія — уособлення Великої Британії. Дещо нагадує Колумбію.
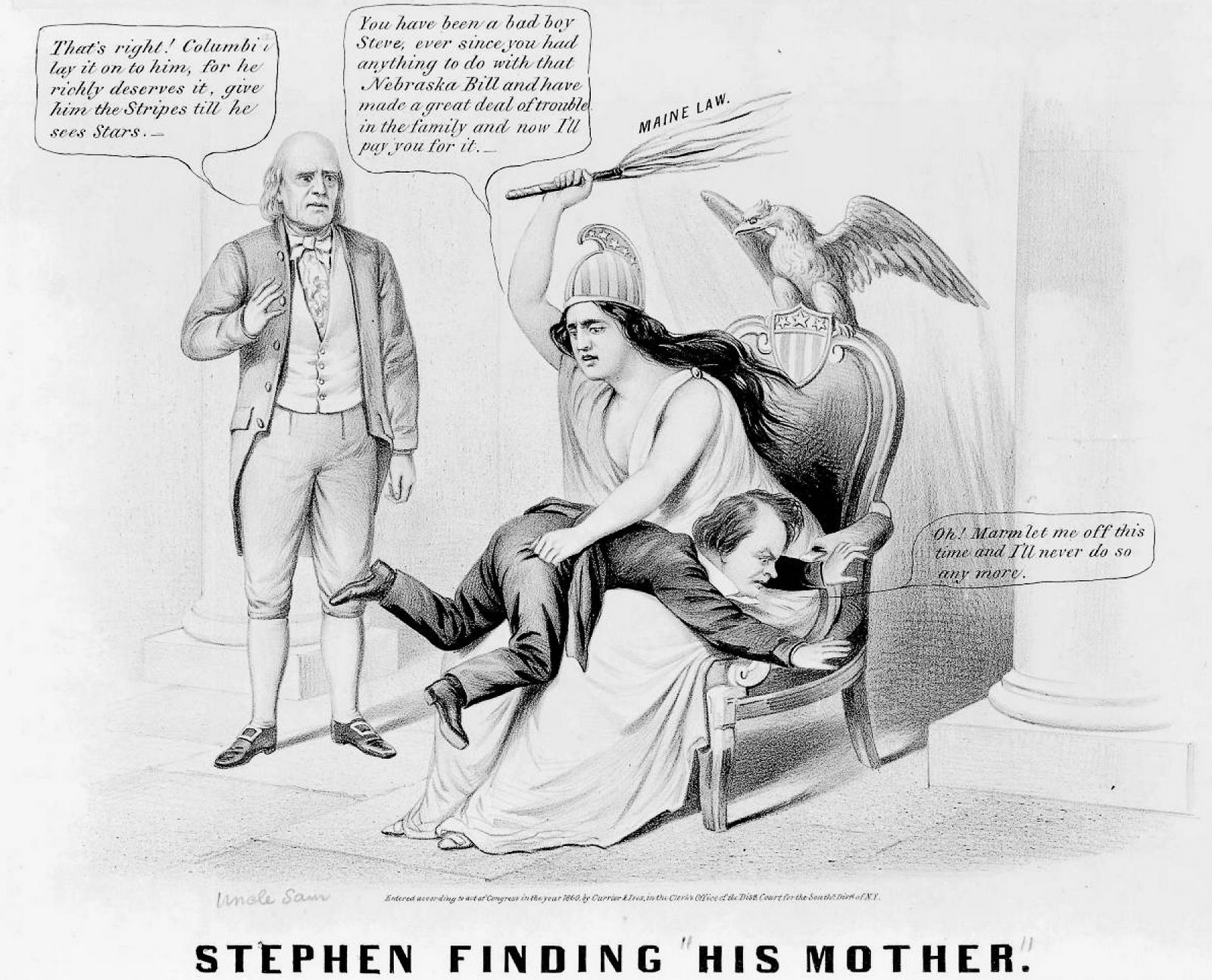
Колумбія шмагає Стівена Дугласа, зі схвалення «Дядька Сема». Карикатура 1860 року
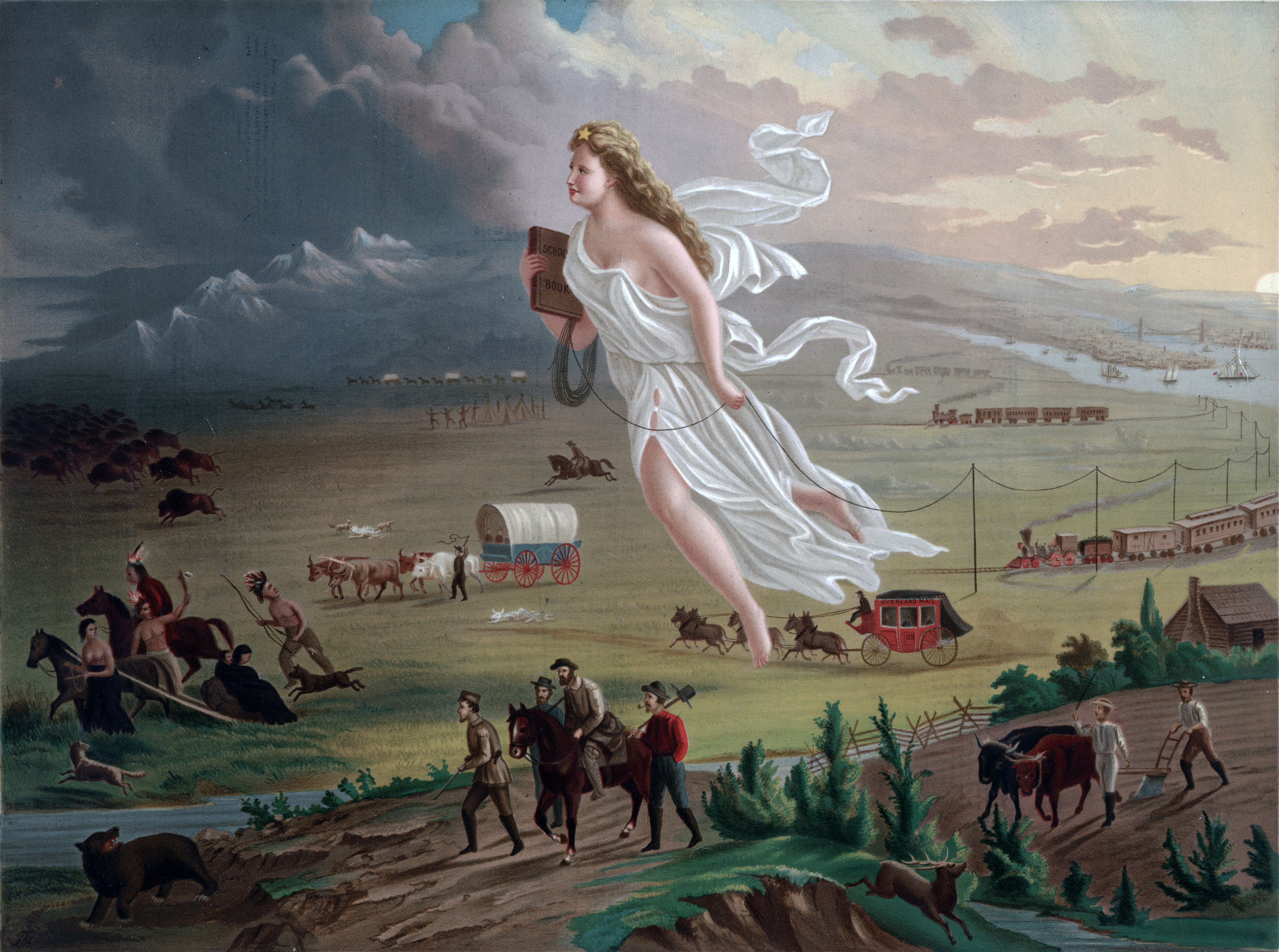
Картина «Американський прогрес» Джона Гаста. Колумбія уособлює «Дух Фронтиру», несучи телеграфний дріт через Західний Кордон, щоб виконати «Явне призначення». Близько 1872 року
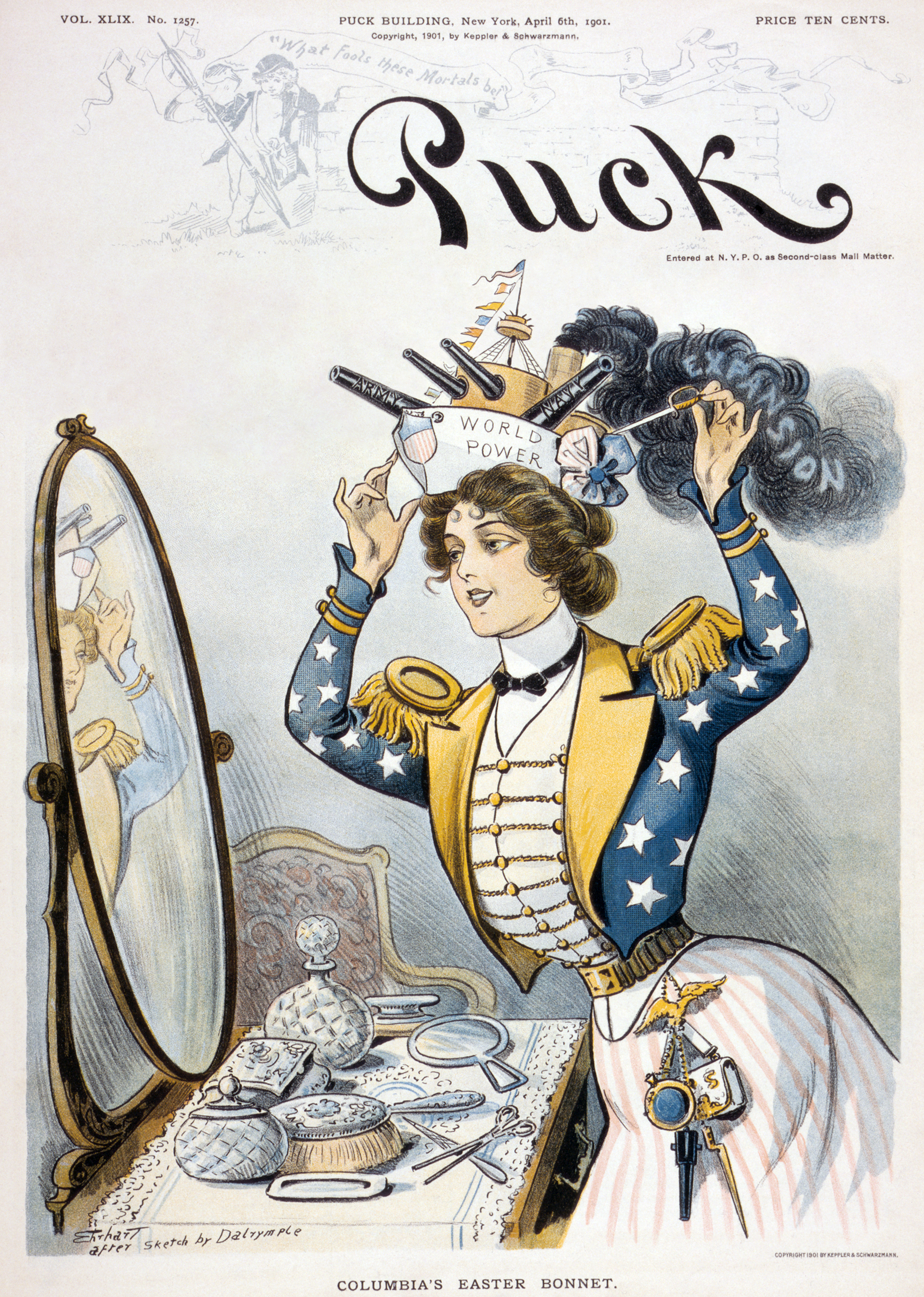
Колумбія чепуриться великоднім капелюшком у вигляді панцерника з написами «Влада над світом» на корпусі і «Експансія» на димі з димаря. Обкладинка журналу Puck Magazine від 6 квітня 1901 р.
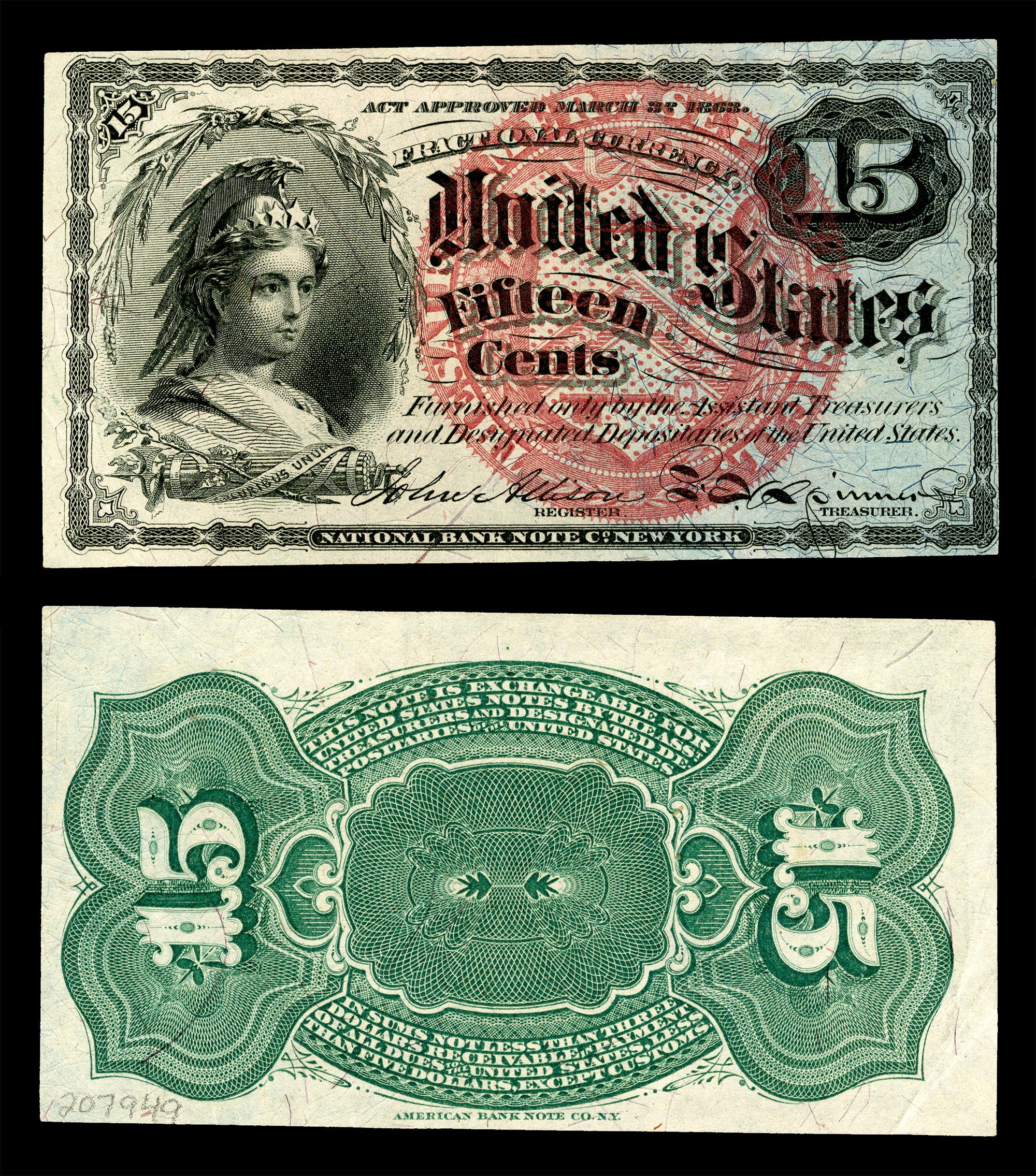
Погруддя Колумбії на дрібній купюрі у 15 центів
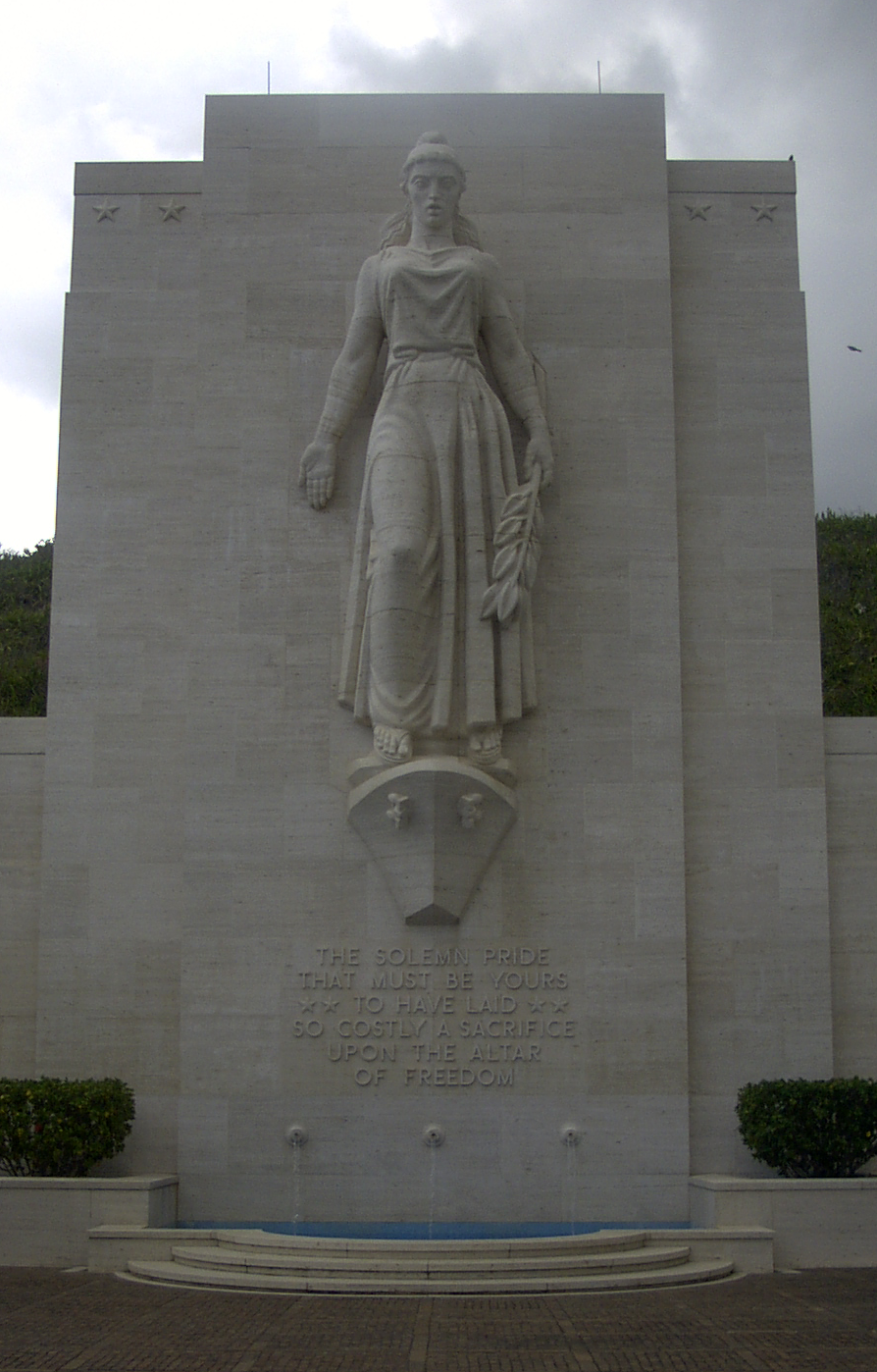
Рельєф на Тихоокеанському Меморіальному цвинтарі